# パレスホテル東京
パレスホテル東京（パレスホテルとうきょう、英: Palace Hotel Tokyo）は、東京都千代田区丸の内にあるパレスホテルチェーンの旗艦ホテルである。2012年（平成24年）5月まではパレスホテルという名称だった。本項では隣接するオフィス棟のパレスビルについても記載する。

## 歴史

### 前史
戦後、連合国総司令部（GHQ）は、「1947年（昭和22年）8月15日の貿易再開の日までに、バイヤー専用ホテルを開発すべし」と政府に通達した。これを受け貿易庁は急遽、臨時施設部を設け、東京、名古屋、京都、大阪の4ヶ所に国営ホテルを設置することになった。東京では旧帝室林野局庁舎（皇居前）と住友銀行や住友信託が入る東京住友ビルディング（東京駅前）などが接収されて改造工事が始められ、前者はホテルテート、後者はホテルトウキョウとして開業した。 
だが、占領下という厳しい環境に加え、言葉（英語）の不自由さと業務に不慣れなことが運営を困難にさせ、さらに当時の社会不安や悪性インフレといった混乱の中で、ホテルテートの経営は赤字が続いた。そうしたことから、1949年（昭和24年）5月20日、政府の要請で東京會舘を中心として「ホテルテート」が設立され、運営業務を政府に代わって新会社が行うことになった。
旧帝室林野局庁舎を前身とするホテルテートの建物は皇居の美を借景とした設計で、規模は小さいもののホワイトハウスに似た外観を呈していた。そこに目をつけたGHQは、サンフランシスコ講和条約締結後にアメリカ大使館事務所に使用したいと、シーボルド外交局長を通じて吉田茂首相（第2次内閣）に正式譲渡を申し入れた。これに対し、吉田首相はサンフランシスコ講和条約の調印を間近に控えていたこともあって、熟慮の末に応諾した。これを知ったホテルテート関係者は驚愕し、「皇居前広場の一角にアメリカ大使館事務所を設置し星条旗を日夜はためかすことは、いたずらに国民感情を刺激し、ひいては日米関係悪化の原因になりかねない」と反対運動を開始し、政府並びにGHQに対して活発な陳情活動を展開した。その結果、アメリカ当局もこうした動向を考慮し、ホテルテートの獲得を断念することになった。
1958年（昭和33年）8月1日、東京會舘（社長吉原政智）は、ホテルテートの払下げに備えて同ホテルの運営業務を行っているホテルテートを吸収合併し、8月30日、東京會舘名で正式に払下げ申請書が提出され、これに基づき国有財産中央審議会は慎重な検討を経て払下げを決定した。当時、日本を訪れる外国人客は徐々に増えており、大規模な近代的ホテル建造が大きな課題となっていたが、ホテルテートの建物は構造上幾多の欠陥があり、このままでは期待に応えられない状況であった。このため払下げの検討に先立ち、将来、ここにどのようなホテルを造るべきか、内外の一流ホテル、最新鋭ホテルが研究され、あらゆる角度から周到な研究・検討が進められた。
1959年（昭和34年）10月14日、国有財産ホテルテートの土地・建物は東京會舘に正式に払い下げられ、11月、ホテルテートの建物の取壊しが始まり、1960年（昭和35年）2月25日に新ホテルの起工式が執り行われた。設計施工責任者に竹中工務店、工事監理に阿部美喜志、設計監理に谷口吉郎が委嘱された。

### パレスホテル設立
起工式に先立ち2月1日、東京會舘から土地の譲渡を受け、これを所有し、新ホテルを経営する会社として資本金5億円で「パレスホテル」が設立された。創立発起人は23名で、有名財界人の他に富士銀行、三和銀行、有力損保・生保会社および阪急系各社の代表者が名を連ねた。そして初代社長に吉原政智、副社長に溝部五郎（富士銀行出身・第2代社長）、専務に北原周蔵（三和銀行出身）らが選任された。
パレスホテルの建設工事は順調に進行し、1961年（昭和36年）9月28日に竣工し、10月1日、オープンした。敷地面積は10,440㎡、建物の総面積は65,740㎡、地上10階建てで構成され、外装には日本古来の信楽焼小口タイルを採用し、日本の伝統素材が近代的な建築の外壁に用いられた初のケースであったことから、画期的な試みとして高い評価を得た。客室数は407室（開業時）。全客室のうち約60%（3階 - 6階の計231室）を禁煙室とし、二重窓構造によって静謐な環境が実現されていた。また付帯施設として10つのレストラン&バー、大小18の宴会場、ミーティングルーム、ビジネスセンターなどを完備していた。
ホテルの北棟として同時に建設された9階建てのパレスビル（オフィスビル）には主に外資系企業がテナントとして入り、宿泊者専用のフィットネスセンターやギャラリーパレス（貸しギャラリー）なども備えていた。
1964年（昭和39年）の東京オリンピックを契機に、日本への外国人旅行客は急激に増加し、1970年（昭和45年）の日本万国博覧会まで、外国人の来日数は上昇カーブを描き続けた。パレスホテルも皇居前という最高のロケーションと近代設備で、外国人客を順調に増やしていき、1974年（昭和49年）にはバイオリニストのアイザック・スターンが約1ヶ月滞在したほか、フレンチポップ歌手のシルヴィ・ヴァルタンやソウル歌手のレイ・チャールズら海外の大物が60年代～70年代にかけてショーを開いた。また増加する顧客に対応するため、相次ぐ増改築を行ったほか、1972年（昭和47年）、東京・九段下にホテルグランドパレス（2021年6月末で営業終了）をオープンしたことを皮切りに、国内外にグループホテルの進出を進めパレスホテルチェーンを構築していく。

### 建て替え
施設の老朽化に伴い、旧ホテル・オフィス棟は2009年（平成21年）1月末で閉館し、約750億円をかけ建て替えられ、2012年（平成24年）1月17日にオフィス棟、2月14日にホテル棟の建物がそれぞれ竣工した。両棟は地下4階、地上23階建てで、低層部は一体化されている。
建て替えにあたっては、建て替え前の建物配置と同様に、和田倉噴水公園に面した敷地南側にホテル棟、永代通りに面した北側にオフィス棟を置き、都市景観の面から、都、千代田区等との各種行政協議を経て、未利用の特例容積を近傍で計画されていた丸の内1-4計画（丸の内永楽ビルディング）に移転することにより高さを抑え、皇居前の景観形成に配慮している。

## 施設構成

### パレスホテル東京
外観は皇居に隣接する建物として、周辺環境の調和と一流ホテルとしての品格にこだわったもので、最高高さ115mに達する高層建築ながら、雁が飛ぶ姿を思わせるフォルムと白亜の壁面が気品ある佇まいを見せている。
客室数は旧ホテル時代の389室から290室に削減し、広さを45㎡以上とした。これは高品質なより充実したサービスを提供するためである。また宮内庁と協議の上、客室の窓からは宮内庁病院や皇宮警察本部など皇居内の施設が直接視界に入らないよう設計されたが、ホテル棟のすべての客室や宴会場からは緑豊かな眺望が確保されている。このほか付帯施設ではレストランが一部変更となり、新しくスパ施設として「エビアンスパ」が営業を始めた。
今回の建て替えでパレスホテルは、従来の法人ビジネスユースを主体としてきた戦略に加え、30～50代の富裕層、女性客も積極的に取り込む戦略を打ち出し、「帝国ホテル東京」、「The Okura Tokyo」、「ホテルニューオータニ」の東京ホテル御三家を2倍上回る、国内ホテルとしては最高額となる平均客室単価を維持していることが報道された。また「フォーブストラベルガイド2015」の格付けにおいて、パレスホテル東京が日系ホテル初、最高ランクの5つ星を獲得したほか、2020年（令和2年）には、同格付けにおいて最高ランクの5つ星の評価を5年連続で獲得、加えてスパ部門では「エビアンスパ東京」が初の4つ星を得た。
2019年（令和元年）、ドナルド・トランプ大統領が来日した際には、宿泊先として選ばれている。

### パレスビル
オフィス棟であるパレスビルも建て替えられ、ホテル棟とは低層部で一体化している。
外装は重厚感がある彫りの深いデザインとし、さらにホテル棟との調和をはかるため、同じ石種を打ち込んだ繊細なPC板とガラスカーテンウォールを組み合わせたデザインとなっている。
基準階事務室はコアを中心にコの字型のオフィス空間とした。皇居外苑を臨む西側の奥行きは約17m、永代通り側は約16.5mを確保、上下階を結ぶ内部階段を設置可能とする等、テナントのレイアウト変更にフレキシブルに対応できる事務室となっている。地下1階は商業施設となり、レストラン、ショップが入る。
オフィスを置く企業等
- 三菱ケミカルグループ本社
- 三菱ケミカル本社
- 田辺三菱製薬東京本社（登記上の本店は大阪市中央区）
- クリフォードチャンス法律事務所外国法共同事業
- ベインキャピタル・ジャパン

## 設備
（2020年5月7日時点の公式ウェブサイトより）
- 客室290室
- クラブラウンジ
- ビジネスセンター
- 会議室（ボードルーム,ミーティングルーム）
- 宴会場8室
- 結婚式場
- エビアン スパ 東京

レストラン＆バー・ラウンジ
- フランス料理「クラウン」（2019年7月28日CLOSE）
- フランス料理「エステール」(2019年11月1日OPEN）
- オールデイダイニング「グランド キッチン」
- 日本料理「和田倉」
- 天麩羅「巽 tatsumi」
- 鉄板焼「濠 go」
- 鮨「鮨 かねさか」
- 中国料理「中国飯店 琥珀宮」
- メインバー 「ロイヤルバー」
- ロビーラウンジ「ザ パレス ラウンジ」
- ラウンジバー「ラウンジバー プリヴェ」
- ペストリーショップ「スイーツ アンド デリ」

### パレスホテル当時の設備

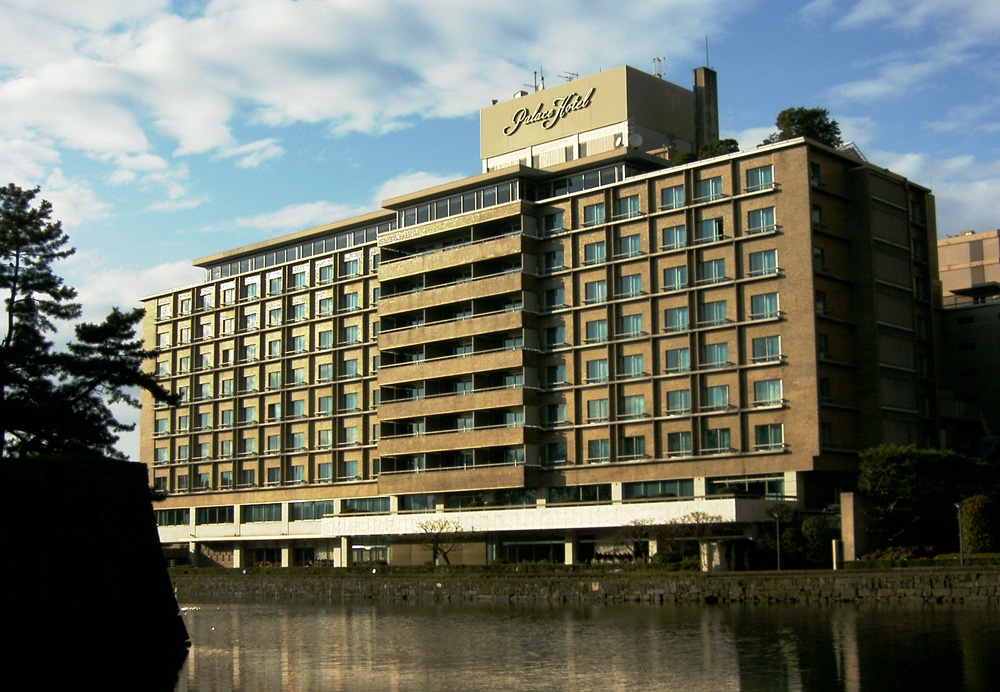
旧パレスホテル（和田倉濠から見る）

- 客室389室
- 宴会場18室
- 婚礼施設
- ミーティングルーム
- ビジネスセンター
- フィットネスセンター（パレスビル内）
- ギャラリーパレス（パレスビル内）

レストラン＆バー・ラウンジ
- クラウンレストラン　フランス料理
- スワン
- 和田倉　日本料理
- 瑞麟　中国料理
- 明日香　鉄板焼
- ハミング　カフェ
- アイビーハウス　カレー
- クラウンラウンジ
- ロイヤルラウンジ
- ロイヤルバー

ほか

## ギャラリー
- パレスホテル東京
- パレスホテル東京

## アクセス
- 鉄道
  - 東京メトロ丸ノ内線・東西線・千代田線・半蔵門線・都営地下鉄三田線大手町駅より徒歩3分（C13b出口より地下通路が直結）
  - 東京メトロ丸ノ内線東京駅徒歩4分
  - JR東京駅（丸の内北口）より徒歩8分
- バス
  - 丸の内シャトル 三井住友銀行停留所下車
2003年の運行当初はホテルの車寄せに乗り入れていたが、2009年の建て替え休業時に乗り入れを終了した。
  - 成田国際空港から東京空港交通のリムジンバスが運行されている。

## テレビ番組
- 日経スペシャル ガイアの夜明け 東京ホテル戦争に勝ち残れ!（2003年7月29日、テレビ東京）[27]。